# Franz Heidelberger
Franz Heidelberger (* 17. Februar 1889 in Karlsruhe; † 21. Dezember 1971 ebenda) war ein deutscher Ministerialbeamter.

## Leben
Heidelberger wuchs als Sohn eines Bäckermeisters in Karlsruhe auf und legte 1907 am dortigen Realgymnasium das Abitur ab. Anschließend studierte er Geschichte, Deutsch und Latein in Heidelberg und Freiburg. 1911 wurde er bei Heinrich Finke mit einer Arbeit über Kreuzzüge im 13. Jahrhundert zum Dr. phil. promoviert. Daraufhin legte er das Staatsexamen und die Dienstprüfung für das höhere Lehramt ab. Er unterrichtete an der Humboldt-Schule und am Victoria-Pensionat in Karlsruhe.
1917 wurde Heidelberger ans Sekretariat des Ministeriums für Kultus und Unterricht des Großherzogtums Baden versetzt. 1920 wurde er, nun im Dienst der Republik Baden, zum Regierungsrat ernannt; 1927 erfolgte die Ernennung zum Oberregierungsrat. Während der Weimarer Republik war er Mitglied der Zentrumspartei. Ab 1938 war er Oberregierungsschulrat. 1940 wurde er in derselben Funktion in das vom Deutschen Reich besetzte Elsass versetzt. Von 1944 bis 1946 befand er sich in französischer Kriegsgefangenschaft.
1947 wurde Heidelberger als Oberregierungsrat in den Dienst des Landes Württemberg-Baden berufen. Er war zunächst in der Abteilung Kultus und Unterricht der Landesbezirksdirektion Baden in Karlsruhe tätig; zusätzlich war er bis 1954 Leiter des Generallandesarchivs Karlsruhe. 1948 wurde er zum Regierungsdirektor und Leiter der Hochschulverwaltung in Nordbaden befördert. 1949 wurde er zum Ministerialrat ernannt. Nach der Gründung des Landes Baden-Württemberg 1952 war er im Kultusministerium Baden-Württemberg tätig. 1956 trat Heidelberger in den Ruhestand ein. Von 1961 bis 1971 war er schließlich Geschäftsführer der Zähringer Stiftung.
Heidelberger war römisch-katholisch und von 1917 bis zum Tod seiner Frau 1970 verheiratet.

## Ehrungen und Auszeichnungen
- 1956: Ehrensenator der Universität Heidelberg
- 1956: Bundesverdienstkreuz Erster Klasse
- 1957: Komtur des Silvesterordens

## Werke
- Kreuzzugsversuche um die Wende des 13. Jahrhunderts. 1911.
- Der neue Schreibunterricht. 1935.